# Kwai Chung
Kwai Chung (kinesiska: 葵涌) är en stadstel i distriktet Kwai Tsing i Hongkong (Kina). Den ligger i den norra delen av Hongkong. 